# Бачурин, Юрий Георгиевич
Ю́рий Гео́ргиевич Бачу́рин (13 января 1928, Ростов-на-Дону, СССР — 4 февраля 1994, Минск, Белоруссия) — советский футболист. Мастер спорта СССР (1955).

## Биография
Родился в Ростове-на-Дону.
Начинал играть в футбол в местной команде «Динамо».
В 1953 году был принят в команду мастеров класса «Б» «Знамя». Удачные выступления за ивановцев помогли Бачурину уже через сезон уйти в класс «А».
В 1954—1956 гг. играл за минский «Спартак». В составе этой команды выиграл бронзовую медаль первенства союза по футболу.
Заканчивал карьеру в другом минском клубе «Урожай».
Впоследствии Бачурин стал детским тренером. Некоторое время возглавлял команду «ФШМ» (Минск)..

## Достижения
- Бронзовый призёр чемпионата СССР по футболу: 1954
- Чемпион БССР: 1956